# Niebiańskie dni
Niebiańskie dni – amerykański film obyczajowy z 1978 roku w reżyserii Terrence’a Malicka.

## Fabuła
Jest rok 1916. Bill, pracownik stalowni w Chicago, po kłótni z szefem ucieka do Teksasu. Wraz z nim jadą jego młodsza siostra Linda i narzeczona Abby. Cała trójka rozpoczyna pracę na plantacji bogatego, ale bardzo chorego farmera. Ten, myśląc, że Abby to siostra Billa, zakochuje się w niej i proponuje małżeństwo. Widząc w tej propozycji szansę ucieczki od ubóstwa, Bill namawia narzeczoną, żeby wyszła za farmera.

## Główne role
- Richard Gere - Bill
- Brooke Adams - Abby
- Sam Shepard - farmer
- Linda Manz - Linda

## Nagrody i nominacje
Oscary za rok 1978
- Najlepsze zdjęcia - Néstor Almendros
- Najlepsze kostiumy - Patricia Norris (nominacja)
- Najlepsza muzyka - Ennio Morricone (nominacja)
- Najlepszy dźwięk - John Wilkinson, Robert W. Glass Jr., John T. Reitz, Barry Thomas (nominacja)

Złote Globy 1978
- Najlepszy dramat (nominacja)
- Najlepsza reżyseria - Terrence Malick (nominacja)

Nagrody BAFTA 1979
- Nagroda im. Anthony’ego Asquitha za najlepszą muzykę - Ennio Morricone

MFF w Cannes 1978
- Złota Palma za najlepszą reżyserię - Terrence Malick
- Złota Palma za najlepszy film (nominacja)